# Lac Sumner
Le lac Sumner, connu sous le nom de Hokakura en maori, est un lac situé à cent kilomètres au nord-ouest de Christchurch dans la région de Canterbury en Nouvelle-Zélande.

## Localisation
Le lac est situé dans le parc forestier du lac Sumner ; la rivière Hurunui et plusieurs autres lacs (loch Katrine, lac Sheppard, lac Taylor et lac Mason) se trouvent également dans le parc.